# Словацька національна партія
Словацька національна партія (словац. Slovenská národná strana — SNS) — націоналістична партія в Словаччині, яка виступає за захист традиційних християнських цінностей і національної ідентичності словаків.
Партія виникла в 1989 році в розпал «оксамитової революції» в Чехословаччині. Своїми ідейними попередниками СНП оголосили Глінкову словацьку народну партію. На парламентських виборах в червні 1990 року партія отримала 13,94 % голосів і 22 мандати зі 150 в Словацькій Національній Раді. У 1992 році СНП дещо зменшила своє представництво в законодавчих органах.
У 1992—1998 з невеликою перервою в 1994 році СНП підтримувала прем'єр-міністра Володимира Мечіара.
На парламентських виборах 2002 року СНП не зуміла подолати п'ятивідсотковий бар'єр, а в 2004 році не зуміла провести своїх кандидатів на виборах до Європарламенту. Однак вже на виборах 2006 року СНП домоглася значного успіху, отримавши 11,73 % голосів і 20 місць в парламенті. Крім того, після виборів СНП увійшла в коаліцію з лівоцентристською партією Курс — соціальна демократія і Рухом за демократичну Словаччину.
З 2006 по 2010 рік партія мала 18 місць в Народній Раді Словаччини, а також мала три міністерські портфелі — освіти, екології та регіонального розвитку. В Європарламенті за підсумками виборів 2009 року партія мала одного депутата (ним був Ярослав Пашка). На парламентських виборах 2010 року партія ледь подолала п'ятивідсотковий бар'єр, отримавши 128 490 (5,07 %) голосів і 9 мандатів. На парламентських виборах 2012 року партія отримала 4,55 % голосів і 0 місць в парламенті.
Лідером партії в 1994—1999 і 2003—2012 був Ян Слота. Словацький телеканал «Маркіза» знайшов документи про кримінальне минуле Слоти, що спричинило за собою судовий процес, де партійний лідер визнав свою участь у ряді правопорушень і навіть заявив, що пишається тим, що побив етнічного угорця. Партія відома своїми ксенофобськими, антиугорськими і антициганській виступами, а також кампанією за реабілітацію профашистського президента Йозефа Тисо.
У жовтні 2012 року головою Партії обраний Андрей Данко.

## Участь у виборах
| Рік  | Голоси   | %     | Мандати | Місце | Уряд |
| ---- | -------- | ----- | ------- | ----- | ---- |
| 1990 | 470,984  | 13.94 | 22      | 3     | Ні   |
| 1992 | 244,527▼ | 7.93▼ | 15▼     | 4▼    | Так  |
| 1994 | 155,359▼ | 5.4▼  | 9▼      | 7▼    | Так  |
| 1998 | 304,839▲ | 9.1▲  | 14▲     | 5▲    | Ні   |
| 2002 | 95,633▼  | 3.3▼  | 0▼      | 9▼    | Ні   |
| 2006 | 270,230▲ | 11.7▲ | 20▲     | 3▲    | Так  |
| 2010 | 128,490▼ | 5.07▼ | 9▼      | 6▼    | Ні   |
| 2012 | 116 420▼ | 4.55▼ | 0▼      | 7▼    | Ні   |
| 2016 | 225,386▲ | 8.64▲ | 15▲     | 4▲    | Так  |
| 2020 | 91,171▼  | 3.16▼ | 0▼      | 10▼   | Ні   |